# Marco Paixão
Marco Filipe Lopes Paixão (Sesimbra, 19 de Setembro de 1984) é um futebolista português que actualmente actua no Lechia Gdańsk do Ekstraklasa, como Avançado.
O seu irmão gémeo Flávio também é futebolista, sendo Marco o mais velho por 5 minutos.
Marco foi artilheiro da Ekstraklasa na temporada de 2013/2014 com 22 gols em 37 partidas, ficando empatado com o atacante polonês Marcin Robak.

## Títulos

### Prêmios individuais
- Melhor golo da Ekstraklasa de 2016–17 (18 golos em 35 jogos)

## Carreira desportiva

### Inicio de carreira
Nascido em Sesimbra, Paixão começou a sua carreira desportiva em Portugal e Espanha, jogando em várias equipas em ambos os países – a sua equipa da terra GD Sesimbra, no FC Porto B, CD Guijuelo, Logroñés CF e na Cultural Leonesa.

### Hamilton
A primeira experiência de Marco no Futebol profissional chegou em 2009, quando assinou pelo Hamilton Academical da Scottish Premier League a 6 de Agosto, juntamente com o seu irmão gémeo Flávio Paixão. Ele estreou-se pelo Hamilton a 22 de Agosto de 2009, num jogo contra o Aberdeen FC.